# Mireille Darc
Mireille Darc, född 15 maj 1938 i Toulon i Var, död 28 augusti 2017 i Paris, var en fransk skådespelare och fotomodell. Darc filmdebuterade 1960 och gjorde sin sista film 2011. På 1960- och 70-talen hade hon flera huvudroller i fransk film. En av hennes kändaste filmer var Utflykt i det röda 1967.

## Filmografi, urval
- 1963 – Den stora villervallan
- 1964 – Monsieur
- 1964 – 5 skäggiga agenter
- 1966 – Bli inte förbannad... du blir bara arg
- 1967 – Utflykt i det röda
- 1972 – Den långe blonde med en svart doja
- 1973 – Ingen rök utan eld
- 1974 – Le Retour du grand blond
- 1981 – En gång snut alltid snut